# Delias salvini
Delias salvini är en fjärilsart som beskrevs av Butler 1882. Delias salvini ingår i släktet Delias och familjen vitfjärilar. Inga underarter finns listade i Catalogue of Life.